# Broder mod Broder
Broder mod Broder er en dansk stum melodramafilm fra 1913 produceret af Nordisk Films Kompagni og instrueret af Robert Dinesen efter manuskript af A.V. Olsen.
Filmen havde dansk premiere den 9. oktober 1913 i Panoptikon Teatret, og blev i tysktalende lande distribueret som Zwei Bruder, i engelsktalende lande so His Unknown Brother og i fransktalende lande som Entre Frères.

## Handling
De to brødre Erik og Olaf vokser op i fattigdom hos deres svagelige mor, enkefru Holm. Den yngste, Olaf, bliver adopteret af den velhavende fru Willing, som har mistet sin egen søn og ser en slående lighed i Olaf. 18 år senere er Olaf blevet medicinsk kandidat og hemmeligt forlovet med Lydia, men et brud får ham til at rejse bort. I en ny by møder han cirkusartistinden Annie, som viser sig at være partner med Olafs biologiske bror, Erik. Uden at kende hinandens identitet forelsker begge brødre sig i Annie. Olaf og Annie flygter sammen, og Erik opdager sandheden gennem et visitkort. Senere optræder Erik i sin hjemby, hvor en tragisk ulykke under et trapeznummer bringer ham og Annie i livsfare. Olaf, nu læge, tilkaldes og ved dødslejet afsløres den sande familierelation. Olaf indser, at han uretfærdigt har stjålet sin brors lykke, og de to elskende, Annie og Erik, forenes i døden.

## Medvirkende
- Augusta Blad som Enkefru Holm
- Olaf Fønss som Olaf, fru Holms søn
- Aage Fønss som Erik, fru Holms søn
- Lilli Beck som Annie
- Cajus Zeuthen Bruun som Rentier Willing
- Maja Bjerre-Lind som Fru Willing
- Ebba Thomsen som Lydia
- Agnes Andersen
- Aage Henvig
- Franz Skondrup
- Holger Syndergaard
- Alma Hinding
- Emilie Otterdahl
- Petrine Sonne